# Bernard de Rennes
Pour les articles homonymes, voir Bernard.
Bernard (né à Rennes et mort en juillet 1153 à Rome) est un cardinal breton du XIIe siècle. Il est membre de l'ordre des cisterciens.

## Biographie
Bernard est un disciple de Bernard de Clairvaux, le futur saint. Il est chanoine à Rennes et se rend à Rome où il est connu comme très pieux.
Le pape Eugène III le crée cardinal lors du consistoire de 1151. Il est légat en Allemagne en 1151 et participe à l'élection du pape Anastase IV en 1153.